# Турдаш (Алба)
Турдаш (рум. Turdaș) — село у повіті Алба в Румунії. Входить до складу комуни Хопирта.
Село розташоване на відстані 268 км на північний захід від Бухареста, 36 км на північний схід від Алба-Юлії, 57 км на південний схід від Клуж-Напоки, 149 км на північний захід від Брашова.

## Населення
За даними перепису населення 2002 року у селі проживали 275 осіб, усі — румуни. Усі жителі села рідною мовою назвали румунську.